# Planina pri Raki
Planina pri Raki je naselje v Občini Krško.